# Sibel Özkan
Sibel Özkan (ur. 3 marca 1988 w Afyon) – turecka sztangistka, trzykrotna medalistka mistrzostw świata i Europy.

## Kariera
Na igrzyskach olimpijskich w Pekinie w 2008 roku zdobyła srebrny medal w kategorii do 48 kg, w dwuboju uzyskując 199 kg. 22 lipca 2016 roku straciła medal, gdyż wykryto u zawodniczki niedozwolony środek – stanozolol. Na rozgrywanych rok później mistrzostwach świata w Goyang zajęła drugie miejsce, przegrywając tylko z Chinką Wang Mingjuan. Wynik ten powtórzyła podczas mistrzostw świata w Ałmaty cztery lata później, a na mistrzostwach świata w Antalyi w 2010 roku zdobyła złoty medla. Zwyciężyła także na mistrzostwach Europy w Tbilisi (2015) i mistrzostwach Europy w Førde (2016) oraz zdobyła srebrny medal podczas mistrzostw Europy w Lignano (2008).

## Osiągnięcia
| Rok  | Zawody               | Miasto             | Miejsce | Kategoria | Wynik  |
| ---- | -------------------- | ------------------ | ------- | --------- | ------ |
| 2008 | Mistrzostwa Europy   | Lignano Sabbiadoro | 2       | do 48 kg  | 196 kg |
| 2008 | Igrzyska olimpijskie | Pekin              | DSQ     | do 48 kg  | 199 kg |
| 2009 | Mistrzostwa świata   | Koyang             | 2       | do 48 kg  | 206 kg |
| 2010 | Mistrzostwa świata   | Antalya            | 1       | do 48 kg  | 205 kg |
| 2014 | Mistrzostwa świata   | Ałmaty             | 2       | do 48 kg  | 189 kg |
| 2015 | Mistrzostwa Europy   | Tbilisi            | 1       | do 48 kg  | 179 kg |
| 2016 | Mistrzostwa Europy   | Førde              | 1       | do 48 kg  | 182 kg |